# HD 85951
HD 85951 (собственное название — Felis) — двойная звезда в созвездии Гидры на расстоянии (вычисленном из значения параллакса) приблизительно 574 световых лет (около 176 парсек) от Солнца. Видимая звёздная величина звезды — +4,938m.

## Характеристики
Первый компонент — красно-оранжевый гигант спектрального класса K5III, или M0, или M1III, или Ma. Масса — около 1,846 солнечной, радиус — около 67,164 солнечного, светимость — около 721,171 солнечной. Эффективная температура — около 3970 K.
Второй компонент — красный карлик спектрального класса M. Масса — около 206,28 юпитерианской (0,1969 солнечной). Удалён в среднем на 1,835 а.е..

## Название
HD 85951 была одной из ярчайших звезд в ныне отменённом созвездии Кошки. В 2016 году МАС организовал рабочую группу по именам звёзд для каталогизации и стандартизации собственных имён звёзд и в 2018 году рабочая группа утвердила название Felis (c латинского — «Кошка») для этой звезды, в память о существовавшем созвездии.